# Phoenix Film Critics Society Awards 2013
14° PFCS Awards

17 dicembre 2013

Miglior film: 

12 anni schiavo
I premi del 14° Phoenix Film Critics Society Awards in onore del miglior cinema del 2013, sono stati annunciati il 17 dicembre 2013.

## Premi e nomination

### Miglior film
12 anni schiavo
- American Hustle
- Captain Phillips
- Dallas Buyers Club
- Gravity
- Mud
- Nebraska
- Philomena
- Saving Mr. Banks
- (EN) Short Term 12

### Miglior regista
Alfonso Cuarón — Gravity
- Paul Greengrass — Captain Phillips
- John Lee Hancock — Saving Mr. Banks
- Steve McQueen — 12 anni schiavo
- Alexander Payne — Nebraska

### Miglior attore
Matthew McConaughey — Dallas Buyers Club
- Bruce Dern — Nebraska
- Chiwetel Ejiofor — 12 anni schiavo
- Tom Hanks — Captain Phillips
- Robert Redford — All Is Lost

### Miglior attrice
Cate Blanchett — Blue Jasmine
- Sandra Bullock — Gravity
- Judi Dench — Philomena
- Meryl Streep — I segreti di Osage County
- Emma Thompson — Saving Mr. Banks

### Miglior attore non protagonista
Jared Leto — Dallas Buyers Club
- Michael Fassbender — 12 anni schiavo
- James Gandolfini — Non dico altro
- Tom Hanks — Saving Mr. Banks
- Matthew McConaughey — Mud
- Sam Rockwell — C'era una volta un'estate

### Miglior attrice non protagonista
Lupita Nyong'o — 12 anni schiavo
- Jennifer Lawrence — American Hustle
- Julia Roberts — I segreti di Osage County
- June Squibb — Nebraska
- Oprah Winfrey — The Butler - Un maggiordomo alla Casa Bianca

### Miglior cast
American Hustle
- 12 anni schiavo
- I segreti di Osage County
- Saving Mr. Banks
- C'era una volta un'estate

### Migliore sceneggiatura originale
Nebraska — Bob Nelson
- Gravity — Alfonso Cuarón and Jonás Cuarón
- A proposito di Davis — Joel Coen and Ethan Coen
- Mud — Jeff Nichols

### Migliore adattamento della sceneggiatura
12 anni schiavo — John Ridley
- I segreti di Osage County — Tracy Letts
- Captain Phillips — Billy Ray
- Philomena — Steve Coogan and Jeff Pope

### Miglior film di animazione
Frozen - Il regno di ghiaccio
- Cattivissimo me 2
- Monsters University
- Si alza il vento, Giappone

### Miglior film in lingua straniera
La vita di Adele, Francia / Belgio / Spagna
- Biancaneve, Spagna / Francia / Belgio
- The Grandmaster, Hong Kong / Cina
- Il sospetto, Danimarca / Svezia
- Tutti pazzi per Rose, Francia

### Miglior documentario
20 Feet from Stardom
- L'atto di uccidere
- Blackfish
- Stories We Tell
- We Steal Secrets: The Story of WikiLeaks

### Miglior fotografia
Gravity — Emmanuel Lubezki
- 12 anni schiavo — Sean Bobbitt
- Il grande Gatsby — Simon Duggan
- A proposito di Davis — Bruno Delbonnel
- Nebraska — Phedon Papamichael

### Migliore scenografia
Gravity
- 12 anni schiavo
- Il grande Gatsby
- Il grande e potente Oz
- Saving Mr. Banks

### Migliori costumi
Il grande Gatsby
- 12 anni schiavo
- 42 - La vera storia di una leggenda americana
- American Hustle
- Saving Mr. Banks

### Miglior montaggio
Gravity — Alfonso Cuarón e Mark Sanger
- 12 anni schiavo — Joe Walker
- American Hustle — Alan Baumgarten, Jay Cassidy, e Crispin Struthers
- Captain Phillips — Christopher Rouse
- Rush — Daniel P. Hanley e Mike Hill

### Migliori effetti speciali
Gravity
- Il cacciatore di giganti
- Oblivion
- Into Darkness - Star Trek

### Migliori stunt-men
Fast & Furious 6
- Oblivion
- Into Darkness - Star Trek

### Migliori musiche originali
Frozen - Il regno di ghiaccio — "Let It Go"
- A proposito di Davis — "Please Mr. Kennedy"
- Il grande Gatsby — "Young and Beautiful"

### Migliore colonna sonora
Frozen - Il regno di ghiaccio — Christophe Beck
- 12 anni schiavo — Hans Zimmer
- Lo Hobbit - La desolazione di Smaug — Howard Shore
- Saving Mr. Banks — Thomas Newman

### Miglior film per la famiglia
Il grande e potente Oz
- One Direction: This Is Us
- Percy Jackson e gli dei dell'Olimpo - Il mare dei mostri
- I Puffi 2

### Miglior attore debuttante protagonista o non protagonista
Tye Sheridan — Mud
- Asa Butterfield — Ender's Game
- Liam James — C'era una volta un'estate
- Nick Robinson — The Kings of Summer

### Miglior attrice debuttante protagonista o non protagonista
Sophie Nélisse — Storia di una ladra di libri
- Annie Rose Buckley — Saving Mr. Banks
- Kaitlyn Dever — (EN) Short Term 12
- Annika Wedderkopp — Il sospetto

### Migliori prestazioni dietro la cinepresa
Lake Bell — In a World...
- Ryan Coogler — Fruitvale Station
- Joseph Gordon-Levitt — Don Jon
- Jeff Nichols — Mud
- Jordan Vogt-Roberts — The Kings of Summer

### Migliori prestazioni davanti alla cinepresa
Oscar Isaac — A proposito di Davis
- Liam James — C'era una volta un'estate
- Michael B. Jordan — Fruitvale Station
- Brie Larson — (EN) Short Term 12
- Lupita Nyong'o — 12 anni schiavo
- June Squibb — Nebraska

### Miglior film passato inosservato
The Kings of Summer
 The Spectacular Now
- In a World...
- Il cacciatore di giganti
- Much Ado About Nothing
- (EN) Short Term 12

## Film con premi o nomination multiple
I seguenti 19 film hanno ricevuto 2 o più Nomination:
| Nomination | Film                      |
| ---------- | ------------------------- |
| 10         | 12 anni schiavo           |
| 9          | Saving Mr. Banks          |
| 6          | Nebraska                  |
| 5          | Captain Phillips          |
| 4          | American Hustle           |
| 4          | I segreti di Osage County |
| 4          | Mud                       |
| 4          | (EN) Short Term 12        |
| 4          | C'era una volta un'estate |
| 3          | Gravity                   |
| 3          | A proposito di Davis      |
| 3          | Philomena                 |
| 3          | Il grande Gatsby          |
| 2          | Fruitvale Station         |
| 2          | Il cacciatore di giganti  |
| 2          | Oblivion                  |
| 2          | Into Darkness - Star Trek |
| 2          | Il sospetto               |
| 2          | The Kings of Summer       |

I seguenti 4 film hanno ricevuto 2 o più Premi:
| Premi | Film                          |
| ----- | ----------------------------- |
| 5     | Gravity                       |
| 3     | 12 anni schiavo               |
| 3     | Frozen - Il regno di ghiaccio |
| 2     | Dallas Buyers Club            |